# アレクセイ・ミリチャコフ

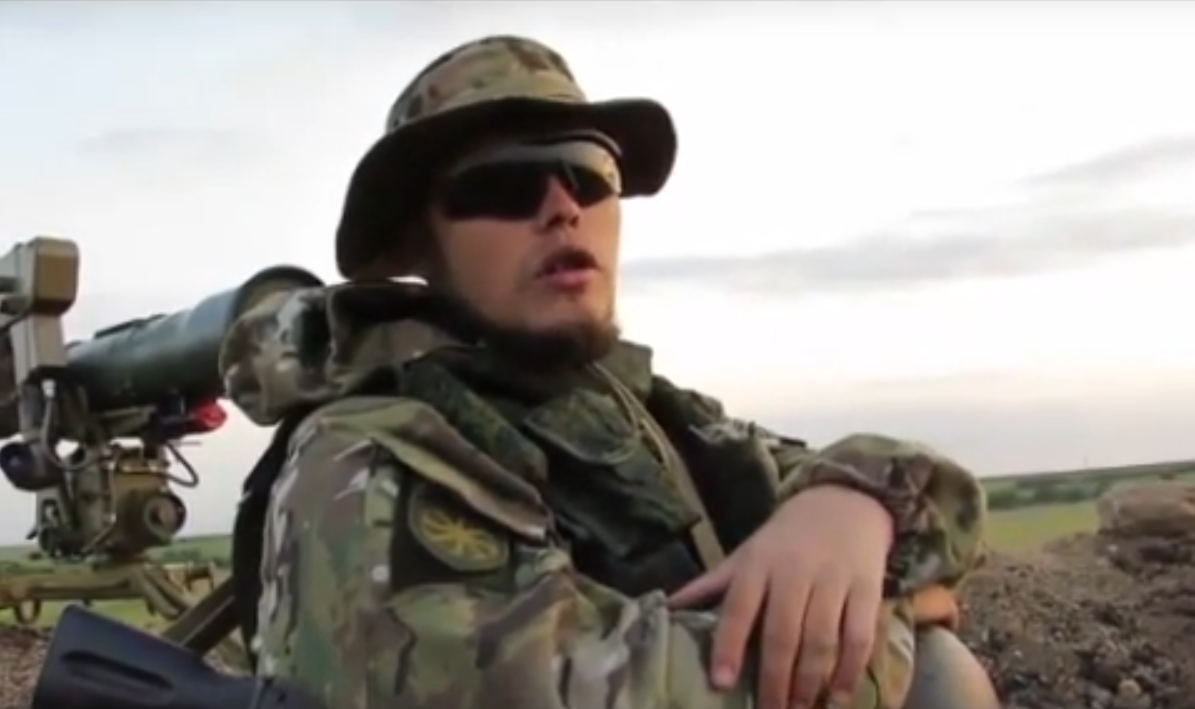
ドンバス戦争に参加していた時期のミルチャコフ

アレクセイ・ユーリエヴィチ・ミリチャコフ（ミルチャコフやミカコフとも表記される、ロシア語: Алексе́й Ю́рьевич Мильчако́в、1991年8月30日 - ）は、ロシアのネオナチ、軍人、傭兵、戦争犯罪容疑者。親ロシア極右主義者の準軍事組織「ルシッチ・グループ」のリーダーである。"Flitz"、"Serb"というコールサインを持つ。
複数の戦争犯罪に関与した容疑で、アメリカ合衆国、イギリス、カナダ、欧州連合、日本より制裁を課されている。

## 来歴
1991年にレニングラード（現サンクトペテルブルク）で生まれたミリチャコフは、FCゼニトのファンであったとされる。
2011年、犬を拷問した上、首をナイフで切断して殺害して食べる画像をインターネット上にアップロードした。この行動によりミリチャコフはインターネット上で激しい非難を受け、彼の刑事責任を問う嘆願書が5500人以上の支持を得たほか、動物愛護団体は彼の行動に関してFCゼニトに意見を出すよう求めた。一方ミリチャコフは自らのVKにて犬や子供、ホームレスの殺害を呼びかけていた。
その後、ロシア空挺軍の第76親衛空挺師団を経てロシア帝国運動の軍事訓練プログラムに参加したミリチャコフは、2014年にノルウェー育ちのヤン・ペトロフスキーと共にルシッチを立ち上げ、ルガンスク人民共和国軍の一員としてドンバス戦争を戦い、ここで多数のウクライナ兵の虐殺を行った。
停戦後はワグネル・グループなどの民間軍事会社に所属し、シリア内戦では警備業に従事した。
2014年9月13日にはミロトボレッツのリストに、2015年2月16日にEUへの入国を禁止されている人物のリストに加えられた。
2020年のインタビューにて、ミリチャコフは「私は民族主義者だ、愛国者だ、帝国主義者だ、などと配慮して言うつもりはない。はっきり言おう、私はナチだ」「人殺しのスリルを感じている。狩りをしたことがない人はやってみるといい、面白いぞ」とコメントした。
2022年、2022年ロシアのウクライナ侵攻にて再び従軍したことが確認された。
2023年11月、インタビューで「最近解放された地域にいるので、地元住民から洗濯機を盗むのは恥ずかしいことではありません」と発言した。冷蔵庫・洗濯機・トイレの略奪も告白している。
同年末頃、名誉棄損でロシア外務省を訴える裁判を起こした。同年6月からロシア外務省が配布しているパンフレットにウクライナのアナキスト集団メンバーとして写真を掲載されたことに対して200万ルーブルの損害賠償を求めている。